# Václav Pichl
Václav Pichl (Bechyně, Bohèmia, 25 de setembre de 1741 - Viena, Àustria, 23 de gener de 1805, conegut a Alemanya com Wenzel Pichl, va ser un compositor txec del segle xviii. També va ser violinista, director musical i escriptor.
El 1753 fou admès en el Seminari dels jesuïtes de Brezezniez en qualitat d'infant de cor, passant després a la Universitat de Praga per cursar allà filosofia, teologia i dret: ensems assolí una col·locació de violinista en el Seminari de Sant Wenceslau d'aquella ciutat, i estudià contrapunt en l'escola del notable organista Josef Seger; més tard fou nomenat sots-director de la capella de música del bisbe Grosswardein. El 1769 li feren en la cort de Sant Petersburg avantatjoses proposicions, però preferí no sortir de la seva pàtria.
Posteriorment entrà, com a primer violí en el Teatre Nacional de Viena, i el 1775 l'arxiduc Ferran (que llavors estava promovent la creació del Teatre de La Scala de Milà) el cridà i el nomenà director de la capella de Milà. Durant el temps que va romandre a Itàlia visità diverses ciutats i entrà en relació amb els més notables músics de l'època. En ser envaïda la Llombardia pels exercits napoleònics, retornà a Viena en unió del citat arxiduc, i allà ocupà càrrecs elevats relacionats amb la seva professió de músic.
Segons afirma va compondre més de 700 obres, entre elles:
- 88 simfonies, de les quals 28 foren impreses;
- 13 serenates i gran nombre d'obres de música de cambra;
- sonates per a piano;
- diverses composicions religioses (entre elles 4 misses, 6 motets, 10 salms, 2 graduals i 1 Miserere tot el qual fou donat a la impremta. A més, és autor, de set òperes italianes.

No obstant, la música d'aquest compositor és d'escàs mèrit. Fou un notable llatinista, hi va compondre en aquest idioma el llibret de diverses operetes, com les titulades Olympia Jovi sacra; Certame Deorum; Pythia, seu Indi Apollinis, etc., a alguna de les quals posà ell mateix la música, i altres foren harmonitzades pel mestre de capella Ditters.